# Economia statului Peru
Economia statului Peru este o economie de piață caracterizată de un nivel ridicat al comerțului exterior. Până la anii '90, economia s-a bazat pe exploatarea, prelucrarea și exportul resurselor naturale, agricole și piscicole. Cu toate acestea, situația s-a schimbat în ultimii ani, cu o creștere semnificativă a exporturilor și serviciilor prestate, devenind a cincea economie din America Latină.
Economia Perului este a 40-a cea mai mare din lume după PIB-ul total, ea fiind caracterizată de o creștere rapidă a PIB-ului, care în 2012 a reprezentat 6,3%.